# فریبرز صهبا
فریبرز صهبا (متولد ۱۹۴۸ در مشهد)، معمار بهائی ایرانی مقیم کانادا است که معماری باغ‌های بهایی حیفا و مشرق الاذکار نیلوفر آبی را برعهده داشته است.
وی فارغ‌التحصیل رشتهٔ معماری از دانشکدهٔ هنرهای زیبای دانشگاه تهران است.
فریبرز صهبا چندین کتاب نوشته و منتشر کرده است. او به‌عنوان سخنران مهمان رسمی در دانشگاه‌ها، مؤسسات معماران، کنفرانس‌ها و سازمان‌های بین‌المللی حرفه‌ای در سراسر جهان از جمله ایالات متحده، کانادا، اسرائیل، چین، هنگ کنگ، سنگاپور، ماکائو، استرالیا، پاپوآ گینه نو، ژاپن، مالزی، هند، بریتانیا، هلند، آلمان، ایتالیا، اتریش، فرانسه، سوئیس، سوئد، اوگاندا و آفریقای جنوبی. سخنرانی‌های گسترده‌ای دربارهٔ موضوعات هنر، معماری، مدیریت پروژه، فرهنگ و محیط زیست داشته است.
در سال ۱۹۷۰ یک مجله ادبی برای کودکان به نام ورقا تأسیس کرد. این مجله که در ابتدا به زبان فارسی منتشر شد، بعداً به ۹ زبان منتشر شد. او به‌عنوان سردبیر مجله بین‌المللی کودکان وارقا (ISSN 1708-7767)، یک مجله دو ماهانه که تا سال ۲۰۰۶ در کانادا منتشر می‌شد، خدمت کرد.

## آثار
فریبرز صهبا آثار معماری بسیاری از خود به‌جای گذاشته است که از آن جمله می‌توان به :مرکز تولیدات صنایع دستی تهران، طرح جدید ماهشهر در مازندران، مرکز فرهنگی پهلوی در سنندج، مدرسه هنر سنندج، مرکز فرهنگی نگارستان و معبد لوتوس در دهلی نو هند اشاره کرد که بنای مشرق الاذکار بهائیان هند است. همچنین بنای پلکانی بهائیان در شهر حیفا نیز از آثار بزرگ دیگر اوست.
۴۰۰ مقاله تا کنون راجع به آثار وی منتشر گردیده است.

## جایزه‌ها

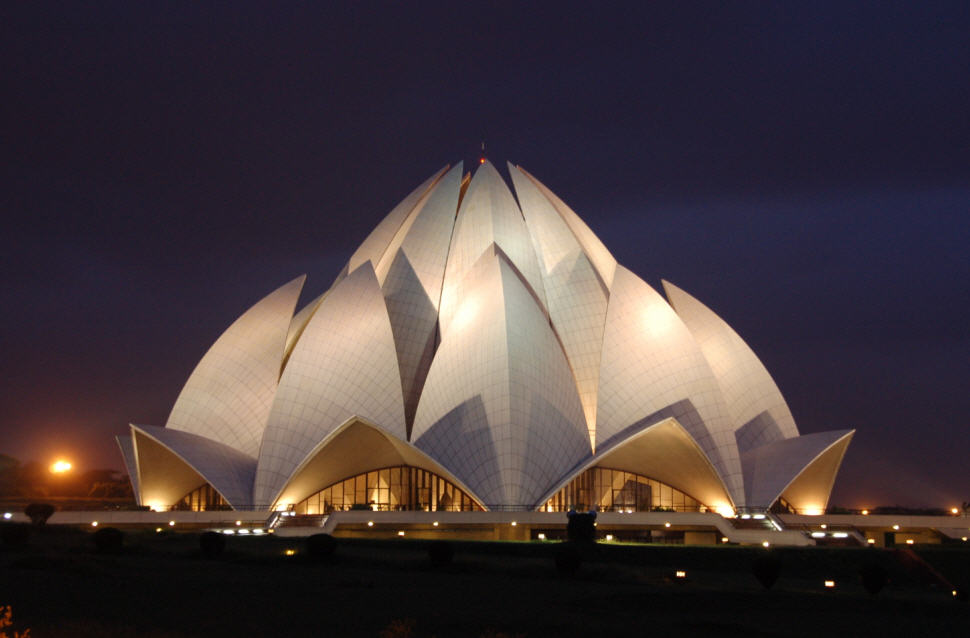
معبد لوتوس در هندوستان

- جایزه برتری در هنر و معماری دینی از فدراسیون بین‌المللی هنر و معماری دینی، ۱۹۸۷.
- جایزه طراحی ساختاری از مؤسسه مهندسان سازه بریتانیا، ۱۹۸۸.
- جایزه نخست افتخار در سال ۱۹۸۷ برای «برتری در معماری» از انجمن بین ادیانی دین، هنر و معماری، وابسته به مؤسسه معماران آمریکا.
- جایزه آکادمی GlobArt در سال ۲۰۰۰.